# 弗農縣 (威斯康辛州)
弗農縣（英語：Vernon County）是美国威斯康辛州西部的一個縣，西隔密西西比河與明尼蘇達州相望，面積2,114平方公里。根據2020年美國人口普查，共有人口30,714人。縣治維羅夸（Viroqua）。該縣成立於1851年，縣名紀念首任美国总统乔治·华盛顿的家—位於弗吉尼亚州的維農山莊（Mount Vernon）。